# Pietro Loredan

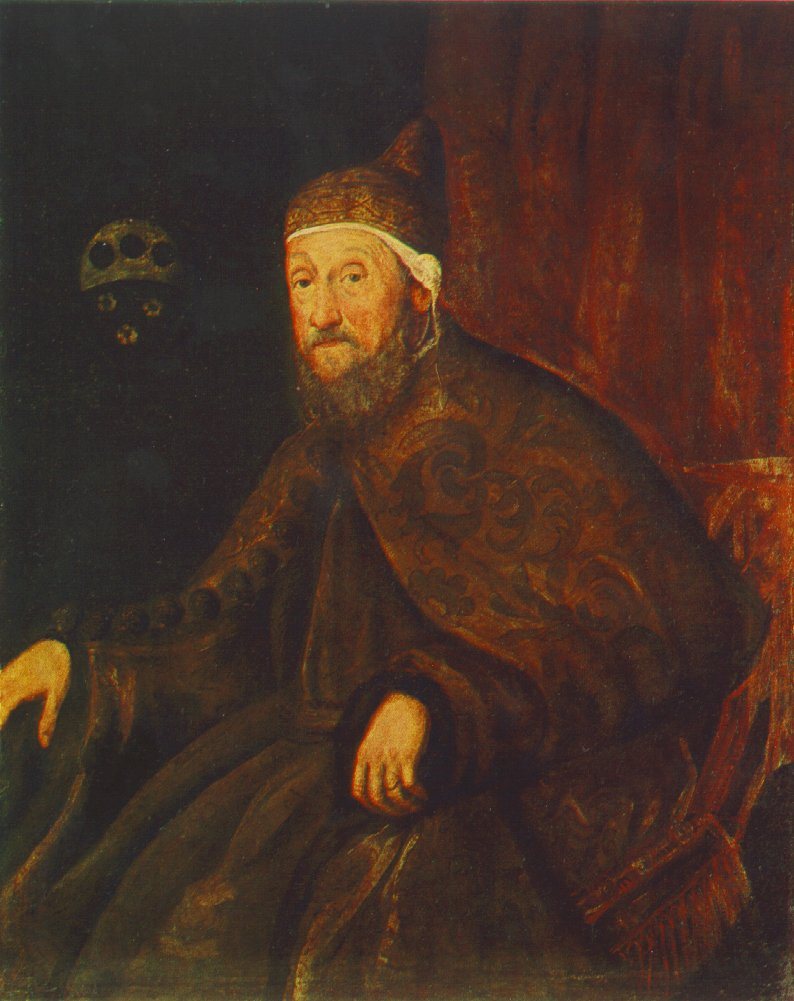
Domenico Tintoretto: Porträt des Dogen Pietro Loredan, 1567/70, Öl auf Leinwand, 127 mal 100 cm, Szépművészeti Múzeum, Budapest

Pietro Loredan (* wohl 1481 in Venedig; † 3. Mai 1570 ebenda) war von seiner Wahl am 29. November 1567 bis zu seinem Tod für zweieinhalb Jahre, folgt man der Zählweise der staatlich gesteuerten Geschichtsschreibung der Republik Venedig, ihr 84. Doge.
Er trat ab 1509 in Kämpfen auf dem oberitalienischen Festland hervor, gleichzeitig betrieb er seine Handelsgeschäfte mit Ägypten. Während er an der staatlichen Münze arbeitete, wurde ihm vorgeworfen, er habe sich dort bereichert, was ihm 1526 Gefängnis einbrachte. Doch schadete dies seiner Ämterlaufbahn nur für kurze Zeit. Bis 1550 stieg er in den Kern der Macht auf, als er dem Senat angehörte, zum Dogenrat avancierte und vor allem dem Rat der Zehn angehörte. Als Verlegenheitskandidat wurde er im Alter von über 85 Jahren zum Dogen gewählt.
Unter Pietro Loredan verschlechterte sich die wirtschaftliche Situation Venedigs drastisch, ebenso wie die militärische Lage im Vorfeld der Auseinandersetzung um Zypern mit dem Osmanenreich unter Selim II. Dabei war vor allem der ärmere Teil der Bevölkerung von einer Hungerkrise bedroht, was zu einer Rebellion führte, deren Spuren in den Archivalien weitgehend getilgt oder versteckt wurden.

## Familie
Pietro Loredan stammte väterlicherseits aus einer bedeutenden Familie Venedigs, von der ein Zweig mit Leonardo Loredan (1501–1521) einen Dogen gestellt hatte. Seine Mutter Isabella Barozzi stammte aus einer der ältesten venezianischen Familien.
Pietro war der Drittgeborene des Alvise di Polo di Francesco, der dem Familienzweig der Gemeinde S. Pantalon della Frescada angehörte. Die Angehörigen dieser Familie wurden als campanoni bezeichnet. Die Mutter Elisabetta Barozzi di Pietro entstammte dem Familienzweig von San Moisè. Pietro, so ließ sich zurückrechnen, wurde wohl 1481 geboren, denn im November 1502 entnahm er im Zuge der Balla d’oro jene über den Zugang zum Großen Rat entscheidenden Goldkugeln. Damit muss er zu diesem Zeitpunkt 21 Jahre alt sein.
1517 heiratete er Lucrezia di Lorenzo Cappello, die dem Familienzweig der Gemeinde Santa Maria Mater Domini entstammte. Überliefert ist nur der Name ihres gemeinsamen Sohnes Alvise (1521–1593). Dieser heiratete Elena di Giovanni Emo, die eine Reihe von Kindern zur Welt brachte und damit das Fortbestehen der Familie sicherte. Diese Nachkommen wohnten in kleinen Wohneinheiten in der Hauptresidenz am Rio della Frescada, der die Nordgrenze des Inselchens bildet, auf dem sich die besagte Kirche San Pantalon befindet.

## Leben

### Ämterlaufbahn, Handelstätigkeit

#### Händler, politisch-militärische Ämter
Pietro Loredan beschäftigte sich lange Zeit vor allem mit seinen Handelsgeschäften. Er beteiligte sich allerdings 1509 und 1510 an der Verteidigung von Padua und Treviso, war 1510 Sopracomito – er führte also eine Galeere. Im April 1511 wurde er mit etwa 30 unter die Senatori ordinari gewählt, er kandidierte für das Amt des Capitano sul Po und trat im nächsten Jahr der Quarantia criminale bei, einem der Gerichtshöfe, wie Marin Sanudo erwähnt. Während der Kriegszeiten des Jahres 1512 wollte er als Provveditore in verschiedenen Orten der Terraferma mitwirken.

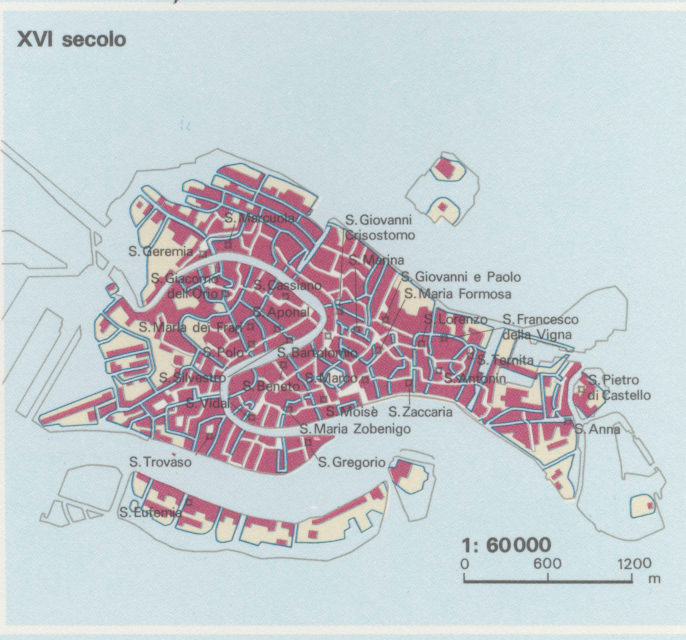
Karte Venedigs im 16. Jahrhundert

Im Senat, so wieder Sanudo, forderte er die Reduzierung der Geldsummen, die die venezianischen Juden abzugeben hatten, und er sprach sich für ein Bündnis mit Frankreich aus. Dafür sollten seiner Meinung nach Cremona und die Ghiara d'Adda – diese Landschaft in der Lombardei erstreckt sich östlich von Mailand – gegen andere Gebiete getauscht werden. 1513 brach er erneut zur Verteidigung von Padua und Treviso auf, wobei er sich als Provveditore degli Stradioti – als Kommandant einer Söldnertruppe von Stratioten –, Pagador in campo, wohl eine Art Zahlmeister für die Truppen, und als Provveditore in Are anbot, wobei bei letzterem Adria gemeint ist.
1516 lehnte er die Nominierung zum Konsul von Alexandria ab und verstärkte stattdessen seine Handelsunternehmungen. Mit seinen Brüdern bewaffnete er eine Galeere für den Transport von Pilgern ins Heilige Land, stattete 1517 eine Handelsgaleere nach Alexandria aus. Sein Vermögen gestattete es ihm, als einer der Garanten für die Priuli-Bank aufzutreten (vgl. Girolamo Priuli). Gleichzeitig übernahm er weiterhin staatliche Ämter, wie er auch 1524 in das Collegio dei venti savi sopra gli estimi eintrat, womit er Einblick in die Vermögensverhältnisse aller Betuchten erhielt.

#### Tätigkeit in der Münzprägestätte, Gefängnis (1526)
1526, nachdem er der Zonta, einem Sondergremium des Rates der Zehn angehört hatte, wurde er zum Massaro an der Zecca dell'argento gewählt, womit er eine wichtige Rolle bei der Münzprägung und der Erhaltung des Gleichgewichts zwischen Gold- und Silberangebot erlangte. Damit war er auch für den Handel mit den beiden Edelmetallen zuständig. Doch nun wurde ihm vorgeworfen, sich an den Depositen der Zecca vergriffen zu haben. Er wurde bis zur Rückzahlung der entsprechenden Summe ins Gefängnis gesperrt.

#### Rückkehr zur Ämterlaufbahn (ab 1528)
Doch dies tat seiner Ämterlaufbahn letztlich keinen Abbruch. Schon 1528 wurde er zum Provveditore sopra Uffici gewählt, er sollte also die Ämter, die zunehmend Behördencharakter annahmen, beaufsichtigen. 1533 und 1534 wurde er sogar zum Senatore ordinario gewählt und gehörte 1535, 1536 und 1538 wieder der Zonta des Senats an. Einer solchen Sonderkommission gehörte er 1534 auch im Rat der Zehn an, nämlich als einer der Soprintendenti sopra la revisione dei privilegi. 1542 wurde er nicht nur erneut Senatore ordinario, sondern auch Savio alla Mercanzia – er war also für jede Art von Handelstätigkeiten zuständig –, im nächsten Jahr gehörte er wieder einer Sonderkommission beim Senat an. Noch blieb er also eher im Umkreis von Handel, Waren und Zahlungsmitteln tätig.

#### Im Kern der Macht: Rat der Zehn (1550), Dogenrat, Vollsitz im Senat
1543 kandidierte er erstmals für den mächtigen Rat der Zehn, erneut 1544. Wieder wurde er Senator. 1545 war er einer der neun Elektoren des Dogen Francesco Donà im Rahmen des komplizierten Wahlverfahrens. 1546 und 1549 kandidierte er gleich mehrfach für den Rat der Zehn, doch erst nach einer neuen Senats-Zonta trat er zu Anfang des Jahres 1550 in den Rat der Zehn ein. Dabei wurde er sogar einer der drei Capi (Häupter). Schließlich wurde er Consigliere ducale (Dogenrat) für das Sestiere Dorsoduro.
Sein persönliches Prestige brachte ihm nun beinahe Dauersitze in der Senats-Zonta ein, nämlich in den Jahren 1551, 1552, 1554, 1556 und 1557, dann aber vor allem im Rat der Zehn (1557) und dessen Zonta (1551, 1553, 1554, 1557). Schließlich wurde er beinahe Jahr um Jahr Dogenrat, nämlich 1555, 1556 und erneut 1559. In letzterem Jahr gehörte er wieder den 41 Elektoren an, die diesmal Girolamo Priuli zum Dogen wählten.
Erfolglos blieben seine Kandidaturen um das Amt des Prokuratoren von S. Marco, nämlich 1563 de citra, dann auch de ultra im Jahr 1565. Aber auch dies tat seinem weiteren Aufstieg keinen Abbruch.

#### Wahl zum Dogen
Völlig überraschend wurde er nämlich am 29. November 1567 zum Dogen gewählt. Dies geschah allerdings nach einer langen Prozedur, weil die Favoriten im Streit um das höchste Amt sich nicht einigen konnten. 14 Tage lang wurde immer wieder, insgesamt 76 Mal abgestimmt. Erst als einer der Kandidaten, nämlich Alvise Mocenigo, der später selbst Doge wurde, seine Stimmen auf Loredan übertrug, gewann der „Homo di 85 anni“, wie der Nuntius und spätere Papst Innozenz IX. Antonio Facchinetti schrieb, die Wahl, und das, obwohl er niemals Savio grande war, also nie zum Dogenrat gewählt worden war. Manchen kam die politisch als schwach eingeschätzte Figur wohl durchaus gelegen oder zumindest galt er als unschädlich.

### Das Dogenamt

#### Grenzen des Dogenamtes, außenpolitischer Druck
Pietro Loredan galt als religiös und moralisch integer, allerdings nicht hochgebildet. Doch war er wohl von großer Erfahrung und Weisheit. Während seiner kurzen Amtszeit konnte er allerdings als Doge nur noch in geringem Umfang auf die Politik einwirken. Die Verfassungsentwicklung hatte zudem dazu geführt, dass der Einfluss des Dogen sukzessive beschnitten wurde. Damit sind persönliche Auffassungen der Amtsinhaber, aber auch ihre individuellen Handlungen, nur schwer fassbar.
Außenpolitisch geriet die Republik in dieser Zeit unter massiven Druck des osmanischen Reiches, das die Herausgabe von Zypern forderte. Venedig gelang es nur mühsam, durch diplomatische Tätigkeit eine Koalition gegen die Osmanen zusammenzubringen. Schließlich konnte durch das Bündnis der Heiligen Liga der Verlust von Zypern noch einmal abgewendet, die Konflikte mit dem Papst zurückgestellt werden. Doch im Frühjahr 1570 intensivierten die Osmanen ihre Vorbereitungen zur letztlich erfolgreichen Eroberung Zyperns, die im Juli begann.
Die Bulle In coena Domini, eine Sammlung von Exkommunikationssentenzen und Strafandrohungen, die Papst Pius V. hatte promulgieren lassen, fand zwar eine gewisse Zustimmung seitens des Dogen, doch die herrschende Gruppe stand den päpstlichen Forderungen geschlossen entgegen.

#### Lagunenpolitik, wirtschaftliche Notlage, Brotaufstand und Brand im Arsenal (1569)
Der hierin erfahrene Loredan widmete sich intensiv der Frage der Umlenkung des Po bei Porto Viro, doch die daran hängenden Fragen konnten erst gegen Ende des Jahrhunderts gelöst werden. Auch engagierte sich der Doge bei der Bekämpfung der Teuerungsfolgen, die noch durch einen Brand im Arsenal verschärft wurden, der am 15. Juni 1569 ausgebrochen war. Im selben Jahr erklärten fünf Privatbanken ihren Bankrott. Wegen der Getreideknappheit musste Brot rationiert werden.
Jüngst erwies sich, dass 1569 die Konflikte viel schärfer waren, dass es am 12. März nicht nur im Arsenal zu einem regelrechten Aufstand gegen Lohnkürzungen kam – die Senatoren konnten den Dogenpalast nicht betreten, jüngere Patrizier bereiteten offene Gewaltanwendung vor –, sondern dass eine Brotrevolte ausbrach und der Brand im Arsenal möglicherweise auf Sabotage zurückzuführen war. Die Regierung musste nachgeben, kaschierte dies aber in den Archivalien, was bis zur Vernichtung von Dokumenten reichte.

#### Tod und Begräbnis

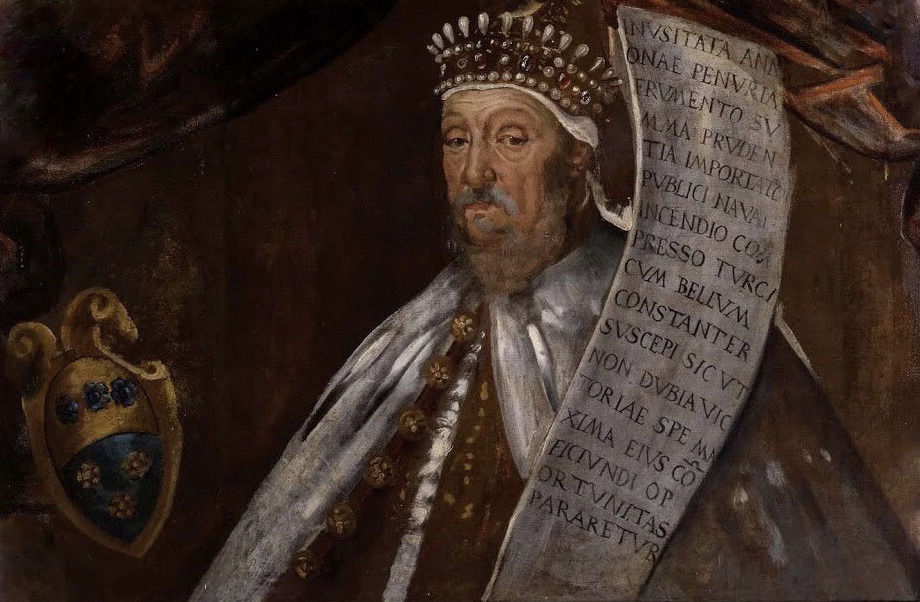
Tintoretto: Dogenporträt mit dem Wappen der Familie Loredan; das Spruchband nennt seine kluge Beschaffung von Weizen in einer schwierigen Versorgungslage: „INVSITATA ANNONAE PENVRIA FRVMENTO SVMMA PRVDENTIA IMPORTATO …“

Ende April 1570 befiel den Dogen ein Fieber, an dem er nach neun Tagen starb. Die Nachricht von seinem Ableben wurde zunächst nicht publik gemacht, weil eine solche Nachricht den Staatsgeschäften hätte schaden können. Stattdessen trat der Senat ausnahmsweise ohne den Dogen zusammen, und die höchsten Gremien verhandelten über dringliche Angelegenheiten und auch über die Frage der Nachfolge.
Am 7. Mai sollte ein Staatsbegräbnis zelebriert werden, allerdings nicht in San Marco, sondern in San Zanipolo. Viele der Venezianer machten den Dogen für die extrem angespannte Lage verantwortlich, beleidigten und verspotteten den Toten. So wurde verkündet: „El dose mejotto, che fa vender el pan de mejo ai pistori, xe morto!“ (‚Der Hirsedoge, der Hirsebrot an die Bäcker verkaufen ließ, ist tot!‘) Er hatte 1569 die billigere, aber unbeliebte Hirse statt des teuren Weizens an die Bäcker verkaufen lassen. Das Spruchband im Gemälde Tintorettos verschleiert dies, denn dort ist ausdrücklich von „frumento“, von Weizen also die Rede, den der Doge beschafft haben sollte, nicht von „megio“ oder „mejo“ (Hirse).

## Grabmal und Bilder

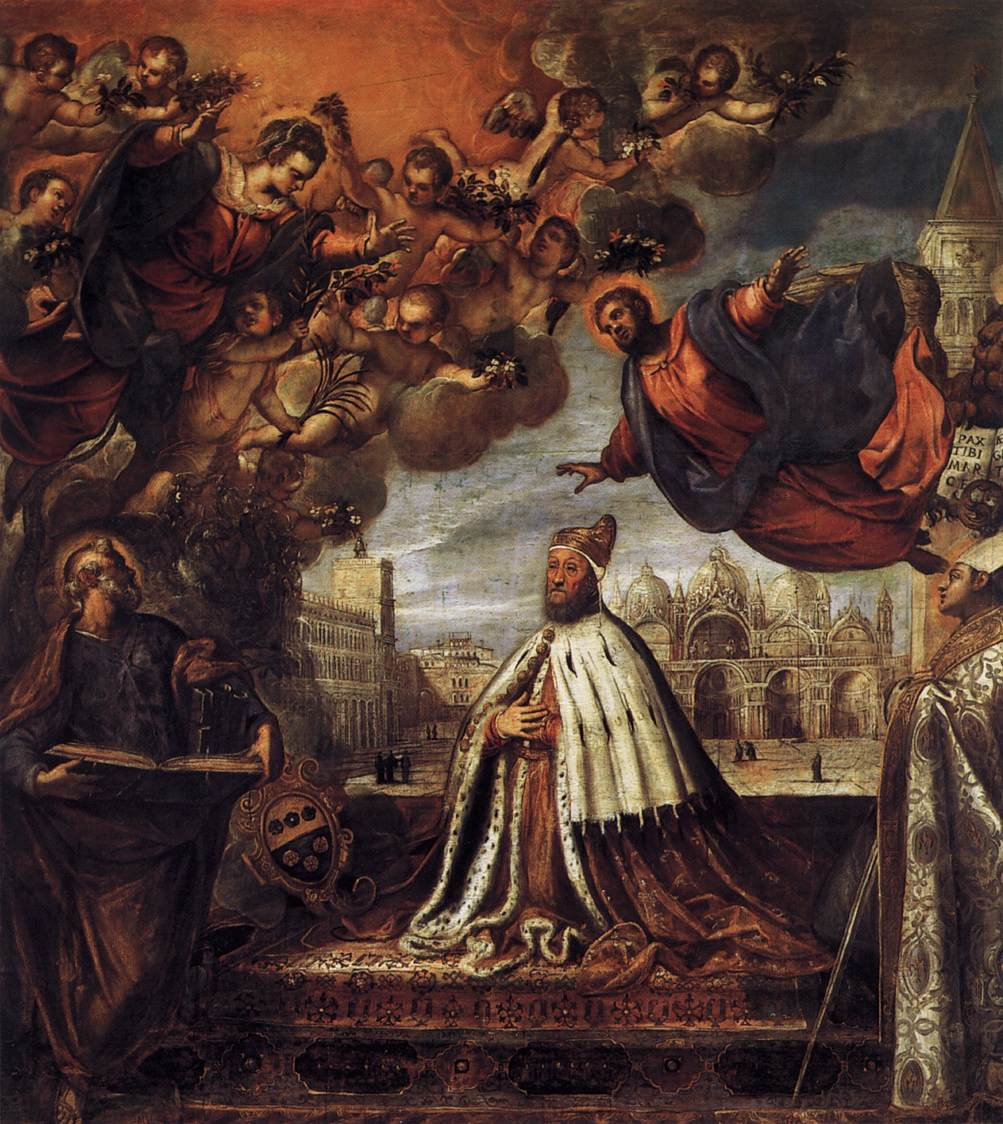
Jacopo Palma der Jüngere (1595): Doge Pietro Loredan flehend vor der Jungfrau, Öl auf Leinwand, Sala del Senato, Dogenpalast (im Hintergrund die Markuskirche, links der Uhrturm)

Loredan wurde in das Kloster San Giobbe gebracht und im Familiengrab beigesetzt. Sein Grabmal im Kreuzgang war ein einfaches Bodengrabmal, bedeckt mit einer Steinplatte. Es ist nicht mehr erhalten.
Bildlich dargestellt wurde Loredan gleich an zwei Stellen im Dogenpalast, nämlich im Senatssaal und in der Sala dello Scrutinio, dem riesigen Saal – dem zweitgrößten im Dogenpalast –, in dem die Abstimmungen des Großen Rates stattfanden.